# John Axelrod
John Axelrod (Houston (Texas)) is een Amerikaanse dirigent, pianist en componist.
Axelrod kreeg zijn muzikale opleiding aan de St. John’s School (1984) en later aan de Harvard Universiteit. Hij kreeg daar onder meer compositieles (en waarschijnlijk ook dirigeren) van Leonard Bernstein; onder zijn leraren dirigeren waren Christoph Eschenbach en Jorge Mester. In 1996 volgde hij een korte cursus aan het Konservatorija im. N.V.Rimskogo-Korsakova. Hij beperkte zich niet alleen tot klassieke muziek, want leerde ook jazz te orkestreren van bijvoorbeeld Lyle Mays; de toetsenist van Pat Metheny.  
Hij is al vanaf 2004 chef-dirigent van het Luzern Symfonie Orkest, staat ook voor het Sinfonietta Cracovia en zijn "eigen orkest" Orchestra X in Houston (door hemzelf opgericht in 1997). 
Een album met de kameropera How do I love thee? van Axelrod met teksten van uiteenlopende dichters is inmiddels uitgegeven.
- Bibliothèque nationale de France: cb155971089 (data)
- Gemeinsame Normdatei: 132363240
- International Standard Name Identifier: 0000 0000 5546 1964
- Library of Congress Control Number: no2006042743
- MusicBrainz: 765eed40-2d6e-42af-aa48-bdf4d7550ca1
- Nationale Bibliotheek van Israël: 987007418145105171
- Istituto Centrale per il Catalogo Unico: LO1V382709
- Système universitaire de documentation: 164452117
- Virtual International Authority File: 14522427
- WorldCat: E39PBJbM3dhCjycMJtbVTcg3Qq